# Buathra dentata
Buathra dentata är en stekelart som först beskrevs av Cameron 1903.  Buathra dentata ingår i släktet Buathra och familjen brokparasitsteklar. Inga underarter finns listade.